# 1902 a légi közlekedésben
Ez a lista az 1902-es év légi közlekedéssel kapcsolatos eseményeit tartalmazza.

## Események

### Február
- Február 4.: Robert Falcon Scott és Ernest Shackleton első léggömbös repülése az Antarktisz felett; egy hidrogénballonnal 244 méteres magasságba emelkednek, hogy elkészíthessék az első légi felvételeket a területről.[1]

### Április
- Április 30.: Megnyitják a St Louis Aeronautical Exposition kiállítást.

## Fordítás
Ez a szócikk részben vagy egészben  a(z)   1902 en aéronautique című francia Wikipédia-szócikk ezen változatának fordításán alapul.  Az eredeti cikk szerkesztőit annak laptörténete sorolja fel. Ez a jelzés csupán a megfogalmazás eredetét és a szerzői jogokat jelzi, nem szolgál a cikkben szereplő információk forrásmegjelöléseként.